# Southport (Carolina del Norte)
Southport es una ciudad en el condado de Brunswick, Carolina del Norte, cerca de la boca del Río Cape Fear (Cabo de Miedo en español). Enumeraron a su población en 2.351 para el censo del año 2000. Es una localización muy popular en series de televisión y cine ya que la pequeña ciudad se puede ver en las series Dawson's Creek y Spies y las películas I Know What You Did Last Summer, Summer Catch , A Walk to Remember y Safe Haven, entre otras. Es el sitio del puerto internacional propuesto de Carolina del Norte, y su marina ha estado siendo la comidilla de los medios norteamericanos por su posible venta.

## Censo
Este censo fue hecho en el año 2000.
- 2351 personas
- 1095 casas
- 676 familias

- Densidad

- 1059,0 personas por la milla cuadrada (408,9/km²). Había 1292 unidades de cubierta en una densidad media de 582,0/sq milla (224,7/km²)

- Razas

- 76,61% blancos
- 21,78% afroamericanos
- 0,43% nativo-americanos
- 0,17% asiáticos
- 0,09% isleño pacífico
- 1,45% hispánicos
- 0,21% de otras razas
- 0,72% a partir de dos o más razas

- Había 1095 casas, de las cuales 19,3% tenían niños menores de 18 años que vivían con ellos.
- 45,3% eran padres casados viviendo juntos.

## Geografía
Southport está situado en 33°55′28″ N, 78°1′14″ O (33.924484, -78.020513).[3 ] Según la oficina de censo de Estados Unidos, la ciudad tiene un área total de 2.3 millas cuadradas (5.9 millas cuadradas km²).2.2 (km² 5.7) de ella son tierra y 0.04 milla cuadrada (0.1 km²) de ella (1.77%) es agua.

## En los medios
TV
- Dawson's Creek (1998 - 2003)
- Spies
- Under the Dome (2013-2015)

Cine
- I Know What You Did Last Summer (1997). (Probablemente la más famosa).
- Summer Catch (2001)
- A Walk to Remember (2002)

## Enlaces
- Southport, NC City Guide
- Official website of Southport, NC
- Southport-Oak Island Chamber of Commerce
- Southport, NC Area Overview

- Datos: Q629993
- Multimedia: Southport, North Carolina / Q629993

1. ↑  Zip Data Maps, código ZIP n.º 28461.